# آب کاسه (الیگودرز)
آب کاسه، روستایی از توابع بخش بشارت شهرستان الیگودرز در استان لرستان ایران است.مرم این روستااز قوم لر هستند و به گویش لری تکلم میکنند.

## جمعیت
این روستا در دهستان ذلقی غربی قرار دارد و براساس سرشماری مرکز آمار ایران در سال ۱۳۸۵، جمعیت آن ۱۱۵ نفر (۱۷خانوار) بوده‌است.